# Metazygia adisi
Metazygia adisi là một loài nhện trong họ Araneidae.
Loài này thuộc chi Metazygia. Metazygia adisi được Herbert Walter Levi miêu tả năm 1995.